# Leopold Anton von Podstatzky-Prusinowitz

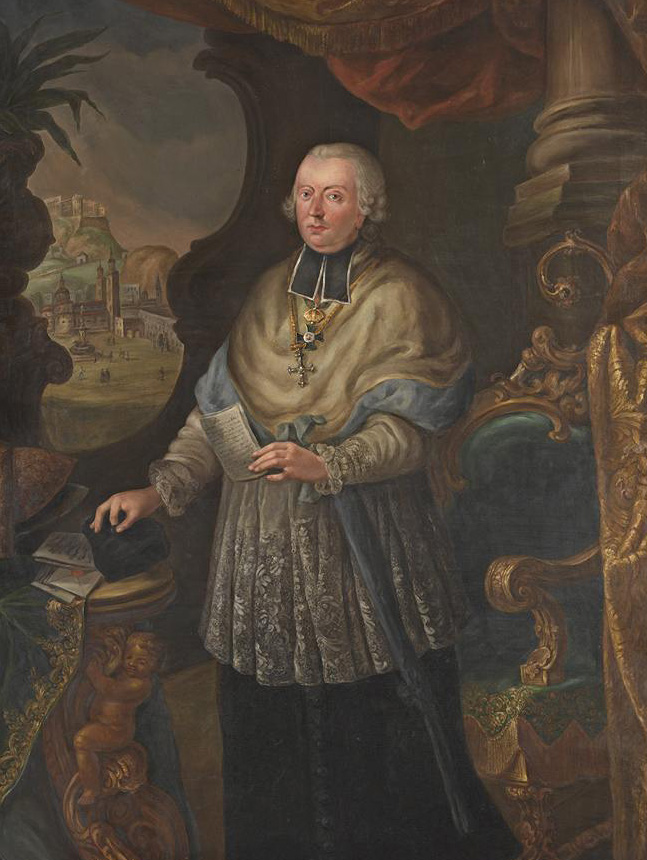
Leopold Anton von Podstatzky-Prusinowitz

Leopold Anton von Podstatzky-Prusinowitz (* 21. April 1717 in Wien; † 28. März  1776 in Olmütz) war ein infulierter Prälat, Domkapitular der Erzdiözesen Salzburg und Olmütz, Domdechant in Olmütz, Rektor der Universität Olmütz und ein Freund der Familie Mozart.

## Leben
Leopold Anton, Reichsgraf Podstatzký, Freiherr von Prusinowitz, Herr auf Patschendorf, Schlackau und Altendorf, Kommandeur des königlich ungarischen Sankt-Stephans-Ordens, war ein Sohn des Franz Dominik Valerian, Graf Podstatzky, Freiherr von Prusinowitz (1678–1741), aus der Ehe mit Maria Theresia von Lichtenstein-Kastelkorn, einer Schwester des Salzburger Fürsterzbischofs Jakob Ernst von Liechtenstein-Kastelkorn.
Er wurde am 12. Jänner 1733 als Domherr in Salzburg aufgeschworen, trat am 23. September 1740 seine erste Residenz  an und feierte am Weihnachtstag 1741 seine erste Messe. 1744 wurde er Hofratspräsident. Nach der Wahl seines Onkels Jakob Ernst Graf Liechtenstein zum Erzbischof nahm er für diesen in Wien die Reichsregalien in Empfang. 1754 wurde er zum Konsistorialpräsidenten in Salzburg ernannt. Er war k. k. wirklicher Geheimer Rat, Offizial und Generalvikar in spiritualibus in Olmütz, Canonicus scholasticus (Domscholaster) in Olmütz, 1764 Domdechant in Olmütz, außerdem Propst der Kollegiatkirche Maria Schnee und Rector magnificus der Universität Olmütz. 
Graf Podstatzký ist heute vor allem als Förderer Wolfgang Amadeus Mozarts bekannt:

„Schließlich flüchtete er <Leopold Mozart> aber doch vor den <in Wien> immer mehr um sich greifenden Blattern Ende Oktober mit seinen Kindern nach Olmütz. Allein beide, zuerst Wolfgang, dann Marianne, wurden hier davon ergriffen. Graf Leopold Anton von Podstatzky, Domdechant von Olmütz und Domherr von Salzburg (weshalb Mozart ihm bekannt war), erbot sich dem bekümmerten Vater, die ganze Familie bei sich aufzunehmen, weil er – ein seltener Fall – diese Krankheit nicht fürchtete. In der Domdechantei, unter sorgsamer Pflege und ärztlicher Behandlung, überstanden die Kinder glücklich die Blattern, die so heftig auftraten, daß Wolfgang neun Tage blind dalag.“